# Mohammed Tamim

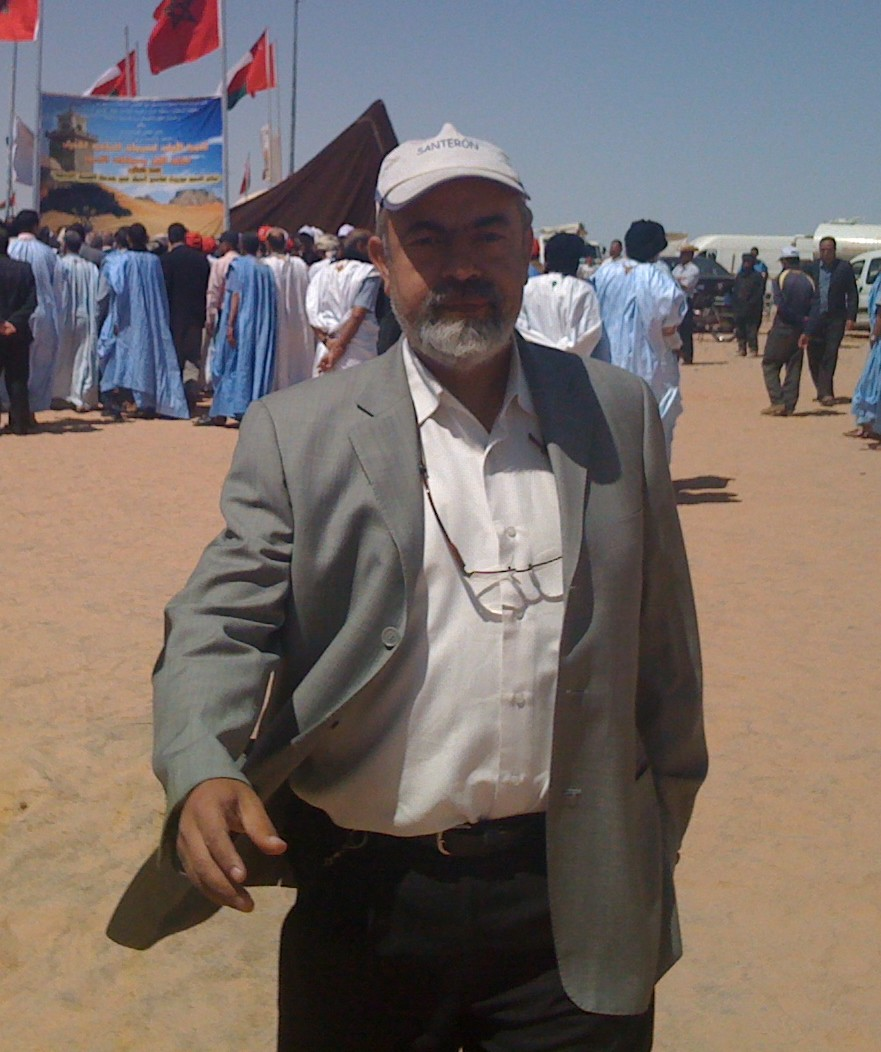
Mohammed Tamim beim Kamel Rennen Festival in Smara im Juni 2013

Mohammed Tamim (Arabisch: محمد تمبم; geboren am 31. Mai 1958 in Casablanca, Marokko) ist ein marokkanischer Architekt, Forscher in Entwicklungsökonomie und französisch schreibender Verfasser und lebt in Laâyoune, Westsahara.

## Leben
Tamim stammt aus einer Familie, deren Ursprung in Chinguetti, Mauretanien zu finden ist. Nach der Grundschule an der katholischen Schule Charles de Foucauld besuchte er das Lycée Lyautey in Casablanca. Nach dem dortigen Abschluss schrieb er sich an der Gesamthochschule Kassel in Deutschland ein, um Architektur zu studieren. Das Studium schloss er als Diplom-Architekt ab. Nach einigen Monaten im öffentlichen Dienst in Al Hoceima (Marokko), arbeitete er als Stadtbaumeister der Stadt Laâyoune (Westsahara). Während eines Hochschulprojekts bzgl. der Untersuchung der Elendsviertel (oder bidonville) Benmsik in Casablanca, entdeckte er, dass der Begriff bidonville erstmals in Marokko verwendet wurde. Er fand später heraus, dass die Ursprünge dieser Art von Lebensraum, unter anderen Eigenschaften der Dritten Welt, zunächst in England während der industriellen Revolution im 18. und 19. Jahrhundert zu finden waren.

## Architektonische Werke

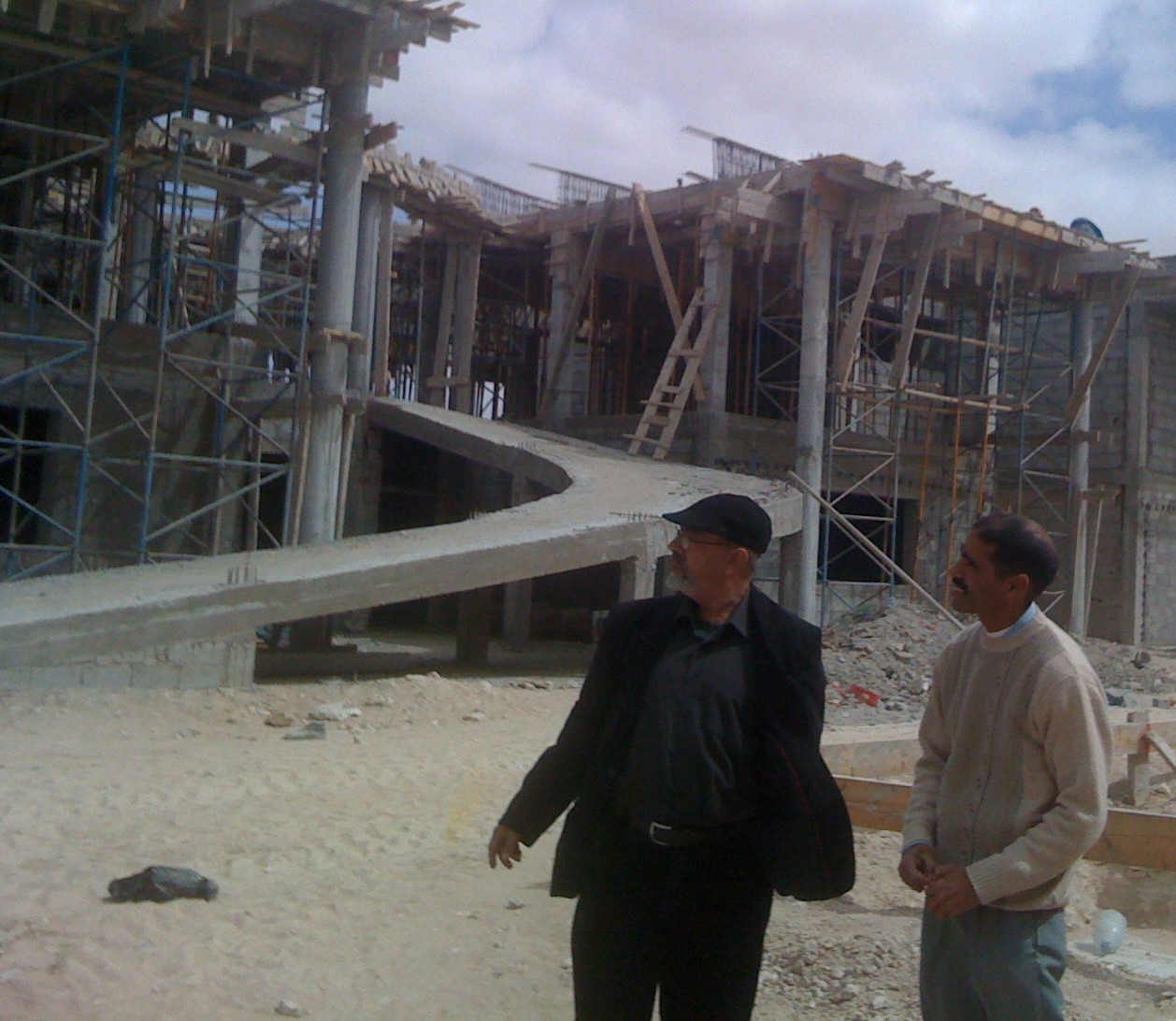
Mohammed Tamim besucht die Bauarbeiten an einem Schulkomplex in Laayoune

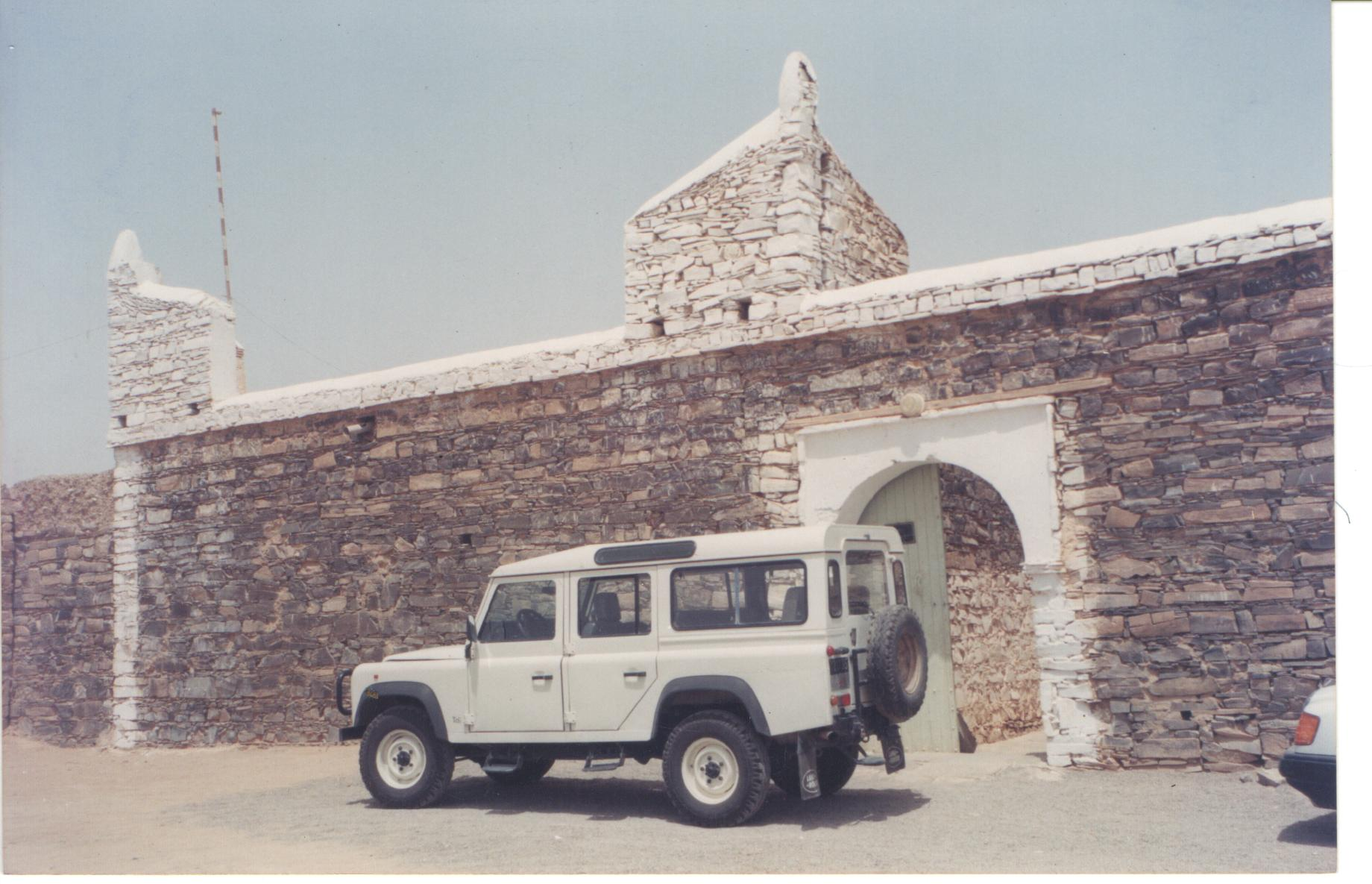
Zouiat Cheick Maininine

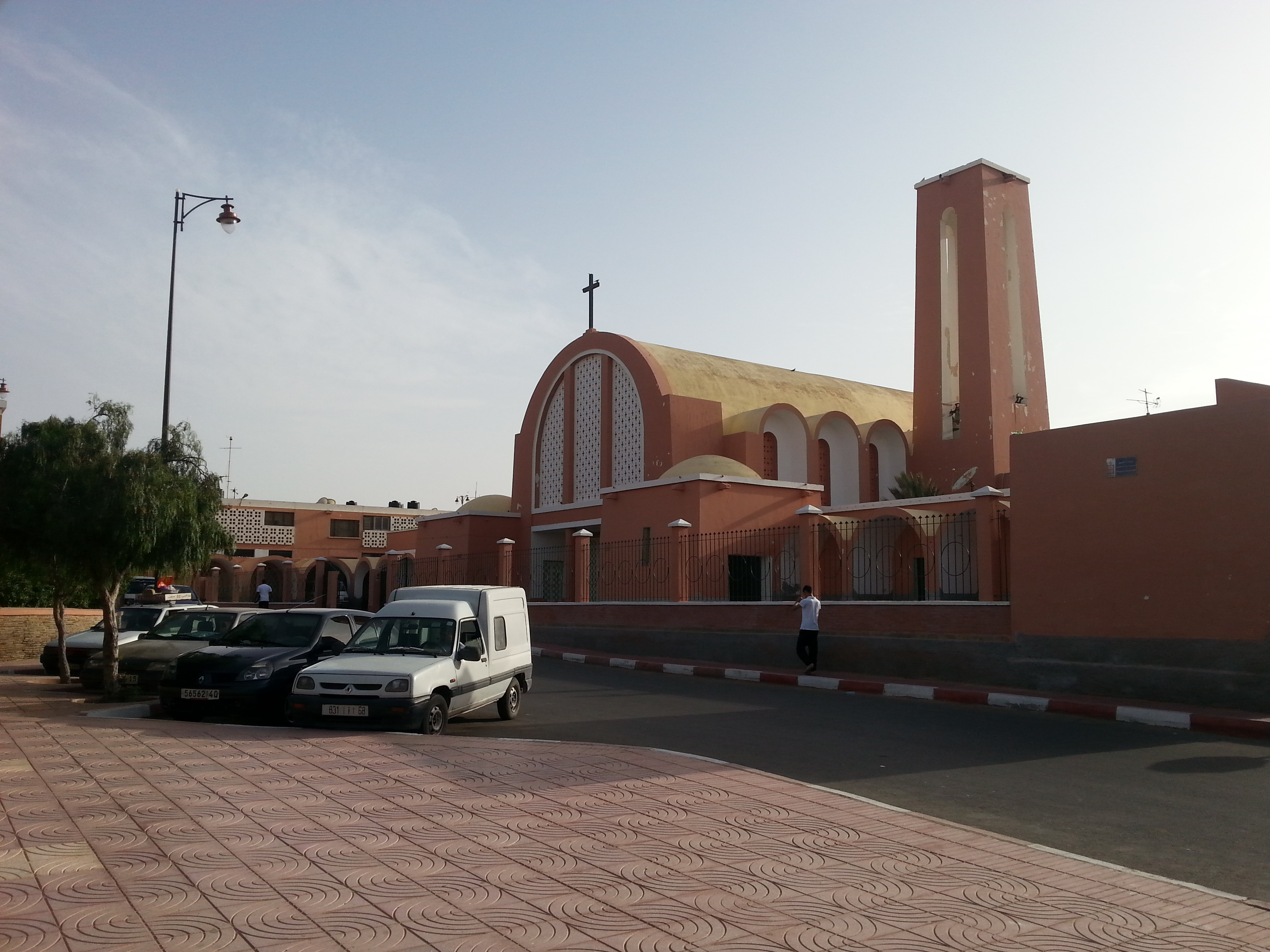
Kirche von Laayoune

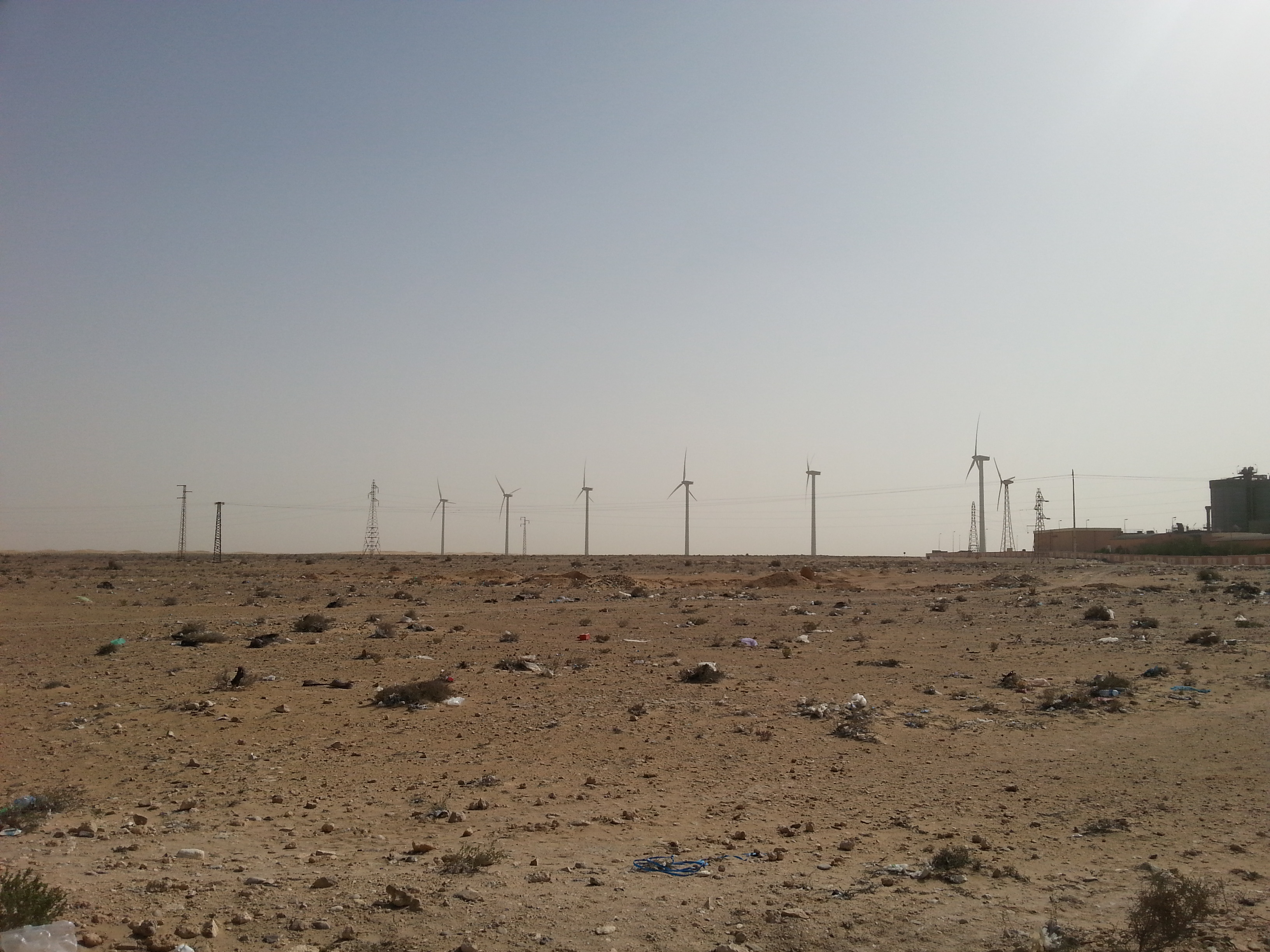
Die Windkraftanlagen des Zementwerkes von Laayoune

Als Architekt in Laâyoune konzentrierte er sich auf die Umstrukturierung des ehemaligen Kolonialviertels der Stadt, das als Colomina bekannt ist; die Sicherung des historischen Erbes der Region durch die Erhaltung der Kirchen in Laayoune und Ad-Dakhla; und die Erhaltung der Stätten des saharauischen Kulturerbes wie Zawiya Shaykh Malainine. Er baute auch viele Schulen, öffentliche und private. In jüngerer Zeit engagiert er sich mit seiner Organisation SaharaGreen für die Entwicklung der erneuerbaren Energien in den Saharaprovinzen.

## Thesen zur Entwicklungsökonomie
- Ursprung und die Definition der Entwicklungsland: wie Walt Whitman Rostow ist Mohammed Tamim der Ansicht, dass, wie bei der industriellen Revolution in England während des 18. und 19. Jahrhunderts, die Entwicklungsländer als Länder definiert werden können, die sich in einer Übergangsphase von verschiedenen traditionellen Lebensformen zu modernen Lebensformen befinden.
- Entwicklungsindikator: Die Entwicklung eines Landes kann durch den Grad der modernen Bildung gemessen werden. Die Höhe der Einschulung ist proportional zum Niveau der wirtschaftlichen Entwicklung und umgekehrt proportional zu der Höhe des Bevölkerungswachstums. Die Wirtschaftliche Entwicklung wird hier durch die Proportion von Erwerbstätigen in den modernen Sektoren, als auch in der Lebenserwartung gemessen.
- Bevölkerungswachstum: ausgelöst durch Impfkampagnen, bildet das Bevölkerungswachstum ein großes Hindernis für eine Generalisierung der Einschulung in den Entwicklungsländern und daher für die Entwicklung selbst.
- Die Bedingung der Möglichkeit für das Walt Whitman Rostows Take-Off-Modell: Der wirtschaftliche Aufschwung der Entwicklungsland erfordert eine Generalisierung der Einschulung von der Grundschule bis zur Universität.
- Die Weitsicht von Regierenden: Der Kaiser Meiji war der erste große Stratege der Entwicklung in der Geschichte. Der Erfolg der Entwicklungspolitik hängt von der Weitsicht der Regierenden ab.
- Die universelle Entwicklungsstrategie: Die Verallgemeinerung der Bildung und dafür die Familienplanung.
- Die Chance oder die internationale Gemeinschaft: Die Möglichkeiten, können in der Spitze eines jeden Entwicklungslandes in einer Person mit Visionen und Integrität liegen. Aber diese Wahrscheinlichkeiten ist gering. Solch eine Strategie kann nur durch universale Solidarität realisiert werden, wie eine UN-Reform.

## Themen der literarischen Werke
In seinen Erzählungen hat Mohammed Tamim die Hauptthemen seiner Forschungen im Bereich der Entwicklungsökonomie verarbeitet und dargestellt:
- Die Überbevölkerung der Elendsviertel wird durch die seltsame Geschichte von „Maria D.“, ein Stück, das die Mühen der Maria, einer jungen Frau, die in einem Elendsviertel und mit ihrem siebten Kind schwanger ist, illustriert.
- Immigration und Rassismus in „Ulrich“, die Geschichte eines arabischen Neonazis, die Geschichte eines blonden Arabers, der von Nazi-Ideologie fasziniert ist und der eine Neonazi-Organisation gründet und führt.
- Die allgemeinen Entwicklungspolitik in „Kanem-Bornous“, oder von Afrika ist zum Teil die Geschichte eines afrikanischen Generals, der dank einer effektiven Entwicklungspolitik und trotz eines psychopathischen, korrupten Präsidenten, der Weiße und Albinos verabscheut, seine Region zu einer hoch entwickelten Region seines Landes macht.

- Korruption und schlechte Regierungsführung in „Laayoune Plage“.
- Die Studie von islamistischen Bewegungen in das „Gespenst des Islamismus“.
- Homosexualität in einer religiösen Welt „Nabil Haddad“.
- Das Problem des Älterwerdens und der Jugend und Schönheit in „Alain Ledon“.

## Veröffentlichungen
- Das Gespenst der Dritten-Welt. Berlin: Hoering Verlag, 1982.
- Berberische Briefe. Berlin: Hoering Verlag, 1984.
- Le Spectre du tiers-monde. Paris: L’Harmattan, 2002. ISBN 2-7475-2260-1
- Ulrich, l’histoire d’un Arabe néonazi. Nantes: Sol’Air, 2004. ISBN 2-915500-69-X
- L’étrange Histoire de Maria D. Nantes: Sol’Air, 2005. ISBN 2-915500-70-3
- Appel à l’Internationale écologiste. Nantes: Sol’Air, 2006. ISBN 2-915500-68-1
- Seducere. Nantes: Sol’Air, 2007.
- Nabil Haddad. Nantes: Sol’Air, 2008.
- La théorie du développement pour le Millénaire. Laâyoune: GreenSahara, 2009.
- Le Général Kanem-Bornou, ou l’Afrique est bien partie. Laâyoune: GreenSahara, 2010.
- Le Colonel Buhari. Laâyoune: GreenSahara, 2011.
- Le Spectre de l’islamisme. Laâyoune: GreenSahara, 2011.
- Alain Ledon. Laâyoune: GreenSahara, 2012.
- Laâyoune-Plage. Laâyoune: GreenSahara, 2013.